# Альянс ’87
«Альянс '87» (также известный как «Дайте огня!»; переиздан в 2018 под названием «На заре») — второй студийный альбом советской и российской группы «Альянс», записанный в 1987 году на студии Игоря Замараева. В альбом вошла знаменитая композиция «На заре», которую называют «гимном поколения» и одним из музыкальных символов смены исторических эпох.

## История
При записи альбома вместо барабанщика использовался ритм-бокс.
Альбом распространялся самиздатом. В 1996 году фирма Moroz Records издала альбом с другим треклистом под названием «Звуки на заре». В 2018 году альбом был отреставрирован и переиздан компанией Maschina Records на виниле, CD, кассете, магнитной ленте, а также в цифровом формате.

## Список композиций
1. Фальстарт
2. День освобождения
3. Падение — взлёт
4. Порабощённые трудом
5. На заре
6. Дайте огня
7. Вальс
8. Когда печаль пройдёт

издание Maschina Records
| №                   | Название                              | Текст песни               | Музыка              | Длительность |
| ------------------- | ------------------------------------- | ------------------------- | ------------------- | ------------ |
| 1.                  | «Фальстарт»                           | И. Журавлёв               | И. Журавлёв         | 5:55         |
| 2.                  | «День освобождения»                   | К. Гаврилов - И. Журавлёв | К. Гаврилов         | 3:27         |
| 3.                  | «Падение - взлёт»                     | О. Парастаев              | О. Парастаев        | 5:06         |
| 4.                  | «Порабощённые трудом»                 | И. Журавлёв               | И. Журавлёв         | 4:35         |
| 5.                  | «На заре»                             | О. Парастаев              | О. Парастаев        | 5:45         |
| 6.                  | «Дайте огня!»                         | И. Журавлёв               | И. Журавлёв         | 5:33         |
| 7.                  | «Вальс»                               | О. Парастаев              | О. Парастаев        | 3:58         |
| 8.                  | «Когда печаль пройдёт»                | И. Журавлёв               | И. Журавлёв         | 4:31         |
| 9.                  | «На заре (Milennium version)» (бонус) | О. Парастаев              | О. Парастаев        | 5:44         |
| Общая длительность: | Общая длительность:                   | Общая длительность:       | Общая длительность: | :            |

| №                   | Название                                          | Текст песни               | Музыка                    | Длительность |
| ------------------- | ------------------------------------------------- | ------------------------- | ------------------------- | ------------ |
| 1.                  | «Мама, укрой»                                     | И. Журавлёв               | И. Журавлёв               | 4:57         |
| 2.                  | «Гражданские войны»                               | И. Журавлёв               | И. Журавлёв               | 4:56         |
| 3.                  | «День вечного сна»                                | К. Гаврилов               | К. Гаврилов               | 3:48         |
| 4.                  | «В Петропавловске-Камчатском - полночь»           | И. Журавлёв, гр. "Альянс" | И. Журавлёв, гр. "Альянс" | 5:19         |
| 5.                  | «На заре» (Рок-панорама '87)                      | О. Парастаев              | О. Парастаев              | 4:23         |
| 6.                  | «Ночь сомнения» (Интершанс '89)                   | И. Журавлёв               | И. Журавлёв               | 6:19         |
| 7.                  | «Фальстарт» (Интершанс '89)                       | И. Журавлёв               | И. Журавлёв               | 4:58         |
| 8.                  | «Воспоминания» (live '87)                         | К. Гаврилов - И. Журавлёв | К. Гаврилов               | 5:48         |
| 9.                  | «Голос моей души» (live '87)                      | К. Гаврилов               | К. Гаврилов               | 4:08         |
| 10.                 | «Именины сердца» (live '87)                       | К. Гаврилов - И. Журавлёв | К. Гаврилов               | 4:05         |
| 11.                 | «На заре» (live '87)                              | О. Парастаев              | О. Парастаев              | 5:06         |
| 12.                 | «Город» (live '87)                                | И. Журавлёв               | К. Гаврилов               | 3:52         |
| 13.                 | «Фальстарт» (инструментал)                        |                           | И. Журавлёв               | 5:56         |
| 14.                 | «День освобождения» (альтернативный инструментал) |                           | К. Гаврилов               | 3:28         |
| 15.                 | «День освобождения» (инструментал)                |                           | К. Гаврилов               | 3:29         |
| Общая длительность: | Общая длительность:                               | Общая длительность:       | Общая длительность:       | :            |

## Участники записи
- Игорь Журавлёв — вокал, голос, гитара, автор
- Олег Парастаев — клавишные, электронные ударные, автор
- Андрей Туманов — бас-гитара
- Константин Гаврилов — клавишные, драм-машина, бэк- вокал , автор
- Игорь Замараев — звукорежиссёр

издание Maschina Records
- Максим Кондрашов — реставрация, ремастеринг, выпускающий продюсер;
- Игорь Замараев — реставрация, ремастеринг;
- Данил Масловский — дизайн